# Folk som sår i snö
Folk som sår i snö är en roman skriven av bibliotekarien Tina Harnesk (född 1984). 
I boken berättas historien om svenska statens tvångsförflyttningar av Karesuandosamerna för hundra år sedan genom berättelsen om Máriddja och Biera, ett äldre par som lever utanför myndighetssamhället. I boken finns också den samiska kvinnan Risten som tvingas göra avkall på hela sitt samiska ursprung för att rädda sig och sitt barn och hur detta gör henne sjuk. Boken kretsar kring de äldre, på vad det innebär att vara isolerad och inte ha sin familj runt sig, och vad som händer med äldre samer som inte längre har några anhöriga kvar. Boken beskrivs som en berättelse om samernas minne och tänkande, där vi får höra om hur allt hör samman över tid och rum, om väsen som lever sida vid sida med människorna och som vägleder på gott och på ont.
Romanen har sålts till 20 länder. I september 2023 röstades boken fram som Årets bok av Bonniers Bokklubbars medlemmar.

## Utgåva
- Harnesk, Tina (2022). Folk som sår i snö. Malmö: Bokfabriken. Libris 2hdjfh9b05lrln1q. ISBN 9789180310543